# Atqasuk, Alaska
Atqasuk, Alaska (енгл. Atqasuk) град је у америчкој савезној држави Аљаска.

## Демографија
По попису из 2010. године број становника је 233, што је 5 (2,2%) становника више него 2000. године.
| Група             | 2000.     | 2010.     |
| Белци             | 11 (4,8%) | 16 (6,9%) |
| Афроамериканци    | 0 (0,0%)  | 0 (0,0%)  |
| Азијати           | 1 (0,4%)  | 0 (0,0%)  |
| Хиспаноамериканци | 0 (0,0%)  | 0 (0,0%)  |
| Укупно            | 228       | 233       |